# カブーン!
『カブーン!』（英: Kaboom）は、2010年に製作されたアメリカ合衆国・フランスの映画。グレッグ・アラキ監督作品。

## キャスト
- スミス：トーマス・デッカー
- ステラ：ヘイリー・ベネット
- ロンドン：ジュノー・テンプル
- レックス：アンディ・フィッシャー＝プライス
- ソア：クリス・ジルカ
- ローレライ：ロキサーヌ・メスキダ
- 赤髪の女：ニコル・ラリベルテ（英語版）
- ハンター：ジェイソン・オリーブ（英語版）
- メシア：ジェームズ・デュヴァル
- オリバー：ブレナン・メヒア（フランス語版）
- ニコル（スミスの母）：ケリー・リンチ
- ミロ：カルロス・メンデス
- クリスティン・グエン（フランス語版）
- ナタリー・アリン・リンド（クレジットなし）
- 生徒：ジェン・ミアーズ（クレジットなし）

## 上映
- 2011年10月10日 - 第20回東京国際レズビアン&ゲイ映画祭 クロージング作品/日本プレミア[1]